# Ezio Gianola

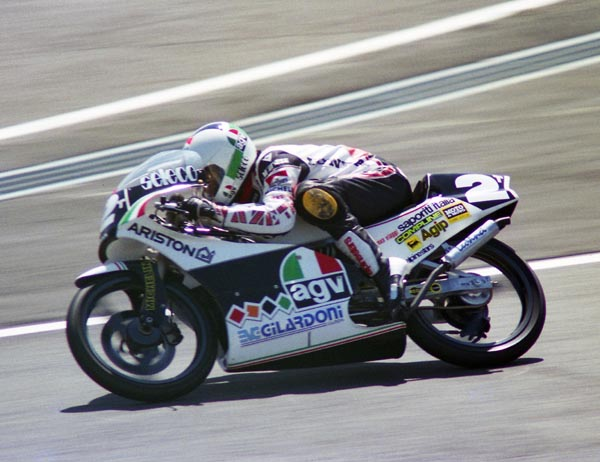
Ezio Gianola op het Suzuka International Racing Course in 1989.

Ezio Gianola (Lecco, 13 juni 1960) is een Italiaans motorcoureur.
In 1981 won Gianola de Junior-klasse van het Italiaans kampioenschap wegrace op een Moto Villa en maakte in 1983 zijn debuut in de 125cc-klasse van het Europees kampioenschap wegrace op een MBA, gesponsord door de FMI. Hij won vier races en werd achter Willi Hupperich tweede in het kampioenschap. Tevens maakte hij 1983 zijn debuut in de 125cc-klasse van het wereldkampioenschap wegrace op een BMA in de Grand Prix der Naties, waarin hij meteen als derde eindigde. In 1984 en 1985 won hij de 125cc-klasse van het Italiaanse kampioenschap op respectievelijk een MBA en een Garelli. In 1985 reed hij tevens zijn eerste volledige seizoen in het wereldkampioenschap op een Garelli en won in Frankrijk zijn eerste Grand Prix en met andere podiumplaatsen als in de Grand Prix der Naties en de races in Oostenrijk, Nederland en San Marino eindigde hij achter Fausto Gresini, Pier Paolo Bianchi en August Auinger als vierde in het kampioenschap. In 1986 keerde hij terug naar een MBA en werd met podiumplaatsen in Spanje, Duitsland, Oostenrijk en Nederland als vijfde in de eindstand. In 1987 stapte hij over naar een Honda, maar miste een aantal races en wist met enkel een podiumplaats in Frankrijk als zesde in het kampioenschap te eindigen. In 1988 kende hij zijn beste seizoen met overwinningen in Duitsland en Groot-Brittannië en een reeks tweede plaatsen, waarmee hij achter Jorge Martínez tweede werd in het kampioenschap. In 1989 won hij in Japan en Italië en werd achter Àlex Crivillé en Hans Spaan derde in de eindstand.
In 1990 maakte Gianola de overstap naar een Derbi, maar dit liep uit op een grote teleurstelling. Na een uitvalbeurt tijdens de eerste Grand Prix in Japan trok het team zich terug uit het kampioenschap omdat ze nog veel vermogen tekortkwamen en keerde de rest van het seizoen niet meer terug. In 1991 keerde het team terug mat Gianola, maar kwam nog altijd vermogen tekort en de Italiaan eindigde slechts als zestiende in het kampioenschap. Hierop keerde hij in 1992 weer terug naar een Honda en won de races in Italië, Europa, Nederland en Frankrijk en werd achter Alessandro Gramigni, Fausto Gresini en Ralf Waldmann als vierde in het kampioenschap. Nadat hij in 1993 slechts als twaalfde in het kampioenschap eindigde, stopte hij aan het eind van het seizoen met racen en werd commentator bij de Grands Prix. In 2008 richtte hij een sportmanagementbureau op.